# Дяньга
Дяньга — река в России, протекает по Карелии, на границе Суоярвского и Кондопожского районов.
Исток — озеро Кайд, в которое впадает Девченоя. Течёт на юг, впадает в озеро Дяньгаслампи, через которое протекает Суна. Ближайший населённый пункт — Линдозеро — находится в 4 км юго-восточнее устья реки. Длина реки составляет 8,2 км, площадь водосборного бассейна — 131 км².
Левый приток — Каллеоя (с водами озера Перти).